# الخو (مبين)

تعديل مصدري - تعديل

الخو هي إحدى قرى عزلة الادبعة بمديرية مبين التابعة لمحافظة حجة، بلغ تعداد سكانها 437 نسمة حسب تعداد اليمن لعام 2004.